# Miran
Miran è un'antica città-oasi situata sul confine meridionale del deserto di Taklamakan in Cina, lungo la famosa rotta commerciale nota come via della seta, dove il deserto di Lop si incontra con i monti Altyn-Tagh. 
Duemila anni fa un fiume scorreva dalla montagna, e Miran possedeva un sofisticato sistema di irrigazione. Ora la città in rovina è scarsamente abitata, con strade piccole e polverose, situata nello Xinjiang, una regione in gran parte musulmana.

## Storia
In tempi antichi Miran era un fiorente centro di commercio sulla tratta meridionale della via della seta, e carovane e mercanti vi arrivavano evitando di attraversare il deserto (chiamato dai cinesi "Mare della Morte") ed il bacino del Tarim. Era anche un importante centro buddista con numerosi monasteri e stupa.
Dopo il IV secolo cominciò il suo declino. A metà dell'VIII secolo Miran divenne una città fortificata dato che si trovava su un passo montano. Fu qui che le forze tibetane passarono quando l'esercito cinese si ritirò per occuparsi dei ribelli in Cina centrale. I tibetani rimasero qui, utilizzando i vecchi sistemi di irrigazione, finché l'ultimo re Yarlung non fu assassinato prima di designare un successore a metà del XIX secolo, e l'impero tibetano cadde.

## Archeologia
Marc Aurel Stein fu il primo archeologo a studiare in modo sistematico le rovine di Miran nel 1907. I numerosi artefatti trovati a Miran dimostrano le numerose e sofisticate rotte commerciali che queste antiche città coltivavano con i popoli del mar Mediterraneo. Le prove archeologiche provenienti da Miran mostrano l'influenza del Buddismo sulle opere artistiche fin dall'inizio del I secolo a.C. Le prime sculture buddiste ed i murales trovati sul posto mostrano stili simili a quelli tradizionali dell'Asia centrale e dell'India settentrionale, mentre altri aspetti dei dipinti suggeriscono l'idea che Miran avesse relazioni dirette con l'Antica Roma e con le sue province.
Molti manoscritti sono stati trovati, tanti documenti ufficiali tibetani ed informazioni militari della fortezza, scritti in antico alfabeto tibetano su legno o carta, datati tra l'VIII ed il IX secolo. Dato che l'alfabeto tibetano era stato inventato un secolo prima, si tratta dei primi esemplari di questa scrittura.